# Atlantis (Sun-Ra-Album)
Atlantis ist ein Jazzalbum von Sun Ra and His Astro Infinity Arkestra. Die zwischen 1967 und 1968 entstandenen Aufnahmen erschienen 1969 als Langspielplatte auf Saturn Research und wurden 1973 von Impulse! Records in veränderter Form neu aufgelegt. 1993 erschien das Album als Compact Disc auf Evidence Records, 2014 als Download auf Enterplanetary Koncepts in der „2014 Sun Ra Centennial Remastered Classics Series“. Atlantis gilt nicht nur eines von Ras vielseitigsten Alben, sondern laut All About Jazz insgesamt eines der besten, die er je veröffentlicht hat.

## Hintergrund
Sun Ras Sicht auf den sagenhaften, im Meer untergegangenen Kontinent Atlantis ist vermutlich stark durch seine Lektüre des elsässischen Mystikers und Pseudoarchäologen René Adolphe Schwaller de Lubicz (1887–1961) geprägt, der glaubte, dass die Verwitterung der Sphinx von Gizeh und ihrer Umfriedung auf Wasser zurückzuführen sei, was darauf hindeuten würde, dass einige der Denkmäler in Ägypten aus der Zeit vor der biblischen Sintflut stammten, die für Schwaller von dem zerstörten Kontinent Atlantis herrührte.
Die Titel der Stücke auf Sun Ras Album Atlantis erinnern allesamt an verschiedene Perspektiven von Atlantis: „Mu“ bezog sich auf den verlorenen Kontinent im Atlantik, mit dessen Hilfe der Archäologe Augustus Le Plongeon im 19. Jahrhundert bei seinen Ausgrabungen in Yucatán versuchte, eine Verbindung zwischen den Maya mit Ägypten und Atlantis zu konstruieren. Der zweite Titel „Lemuria“ nimmt Ideen des Tiergeographen Philip Sclater auf, der behauptete, der Kontinent Lemuria habe einst zwischen Afrika und Indien gelegen bzw. die Funktion einer Landbrücke gehabt, bevor er im Meer versank. Diese Gedanken nahmen zwar die (mittlerweile erwiesene geologische) Kontinentalverschiebung vorweg, wurden aber auch von Helena Blavatsky wieder aufgenommen, die in Lemuria die Wiege der Menschheit sah. „Yucatan“ und „Bimini“ könnten sich wiederum auf verschiedene Vorstellungen von Atlantis in den Werken des Spiritisten Edgar Cayce beziehen, dessen Bücher (wie On Atlantis) in Sun Ras Bibliothek standen.
Mit dem Astro Infinity Arkestra zeige Atlantis zwei sehr unterschiedliche Seiten von Sun Ras Musik, notierte Lindsey Planer. Die erste Seite besteht aus kürzeren Werken Sun Ras, die dieser vermutlich für die Präsentation des Hohner-Clavinet geschaffen habe. Atlantis ist die erste von Sun Ras Platten und wahrscheinlich auch das erste Jazzalbum mit dem zu dieser Zeit neuen Instrument (das von Sun Ra in der Besetzungsliste zunächst als Solar-Sound-Instrument bezeichnet wurde).
Sun Ra spielte diese Stücke mit John Gilmore (Tenorsaxophon, Perkussion, Gesang), Pat Patrick (Perkussion, Gesang) und wahrscheinlich mit Robert Barry, Clifford Jarvis (Schlagzeug, Perkussion), Marshall Allen und James Jacson (Perkussion, Gesang) ein.
Nach Ansicht von Trevor McLaren habe hier Sun Ra mit dem Clavinet einen soliden Funk-Groove in den Jazz eingeführt, etwa im Conga-getriebenen „Mu“ und „Yucatan“. „Mu“ werde in einem lethargischen Tempo präsentiert, schrieb Lindsey Planer, das sich in und um Soli von Sun Ra und einem Raga-beeinflussten Solo von John Gilmore auf dem Tenorsaxophon rankt. „Bimini“ werde in Echtzeit aufgezeichnet: Das erste Geräusch, das die Zuhörer wahrnehmen, sei die Aufstellung des Mikrofons, während im Hintergrund eine Conga-Raserei einsetze; erst in der letzten Minute des Titels nimmt Sun Ra das Perkussionsgeflecht auf dem E-Piano auf. Analog dazu verhindert im ebenfalls perkussionszentrierten „Yucatan (Impulse Version)“ eine Türklingel abrupt einen organischeren Abschluss der Aufführung [nicht auf den beiden Versionen bei Enterplanetary Koncepts].
Die zweite Seite des Albums besteht aus dem epischen 21-minütigen Titeltrack, das in dem neu eröffneten Afrika-Zentrum des nigerianischen Perkussionisten Babatunde Olatunji aufgenommen wurde; dafür wurde das Astro Infinity Arkestra um sieben zusätzliche Blechbläser und Holzbläser erweitert. Olatunjis Trommelspiel, das auf afrikanischen Mustern aufbaute, hatte einen bedeutenden Einfluss auf Sun Ras Einsatz von Perkussion. Laut dem Sun-Ra-Biographien John Szwed tauschten die beiden Musiker sogar Bandmitglieder aus.
In seinen Liner Notes zu diesem Album warnte Sun Ra seine Zuhörer: „Die Vergangenheit ist tot, und diejenigen, die der Vergangenheit folgen, sind dazu verdammt, zu sterben und wie die Vergangenheit zu sein.“

## Diskographische Anmerkungen
Die Stücke A1 bis A4 auf der A-Seite der Original-LP wurden am 22. September 1968 in New York City, das Titelstück am 4. August 1967 im Olatunji Center of African Culture in New York City eingespielt, ebenfalls „Sun Ra and his Band from Outer Space“, das in Teilen der Impulse!- und Evidence-Fassung enthalten ist.
Die Original-Ausgabe von Atlantis war auf Ras eigenem Saturn-Label erschienen Diese Pressung enthielt die Komposition mit dem Titel „Yucatan (Saturn Version)“. Als das Album 1973 auf ABC/Impulse! neu aufgelegt wurde, hat man den Track (ohne dessen Titel zu ändern) durch eine völlig andere Komposition ersetzt (erkennbar an den intensiveren Trommeln und dem Klingeln des Telefons am Ende) – im Gegensatz zu Verwendung eines alternativen Takes desselben Stücks. Die 1993 bei Evidence erschienene und von Robert Campbell hinsichtlich der diskographischen Angaben überarbeitete CD-Version enthielt „Yucatan“ sowohl in der Original-Saturn-Version (in der Länge von 5:27) als auch in der 3:38 langen Impulse!-Version von 1973. Auf der digitalen Neuauflage von Anderson und Chusid ist dieser Titel erheblich länger.
Während „Atlantis“ auf der ursprünglichen LP nach 20:17 ausgeblendet wird, ist es auf den Wiederveröffentlichungen mit 21:54 länger. Beim neuen Material handelt es sich um das (nicht eigens auf den Tonträgern benannte) „Sun Ra and his Band From Outer Space“.
Die Ausgabe des Albums bei Strut (jedoch nicht die von Cosmic Myth Music) enthielt auch die bei der Session 1968 eingespielten Stücke „Blues on Planet Mars“ und „Saturn Moon“.

## Titelliste
- Sun Ra and His Astro Infinity Arkestra: Atlantis (Saturn Research – ESR507)[10]

A1 Mu 4:30

A2 Lemuria 5:02

A3 Yucatan 5:27

A4 Bimini 5:45

B1 Atlantis 21:51
Die Kompositionen stammen von Sun Ra.

## Rezeption
Nach Ansicht von Trevor McLaren, der das Album in All About Jazz rezensierte, habe der „Saturn-Bewohner“ Sun Ra während seiner Zeit auf der Erde einige bahnbrechende Sounds geschaffen, die dazu beitrugen, nicht nur den Sound des Jazz, sondern auch mehrere andere Genres zu verändern. Herman Blount, besser bekannt als Sun Ra, entführte die Zuhörer des Jazz im New Orleans-Stil direkt in trippige Grooves. Seine Weltraumklänge hätten dazu beigetragen, die als psychedelisch bekannte experimentelle Musik und ihren Ableger der 1970er-Jahre, den Space Rock, zu erschaffen. Mit Atlantis zeige Sun Ra beide Seiten seiner Persönlichkeit und biete auf diesem Album eine Seite mit kleineren Stücken und eine lange, solide Jamsession, die dazu beigetragen habe, den Sound des „Space Jazz“ zu definieren. [Das Titelstück] „Atlantis“ sei ein erstaunliches Opus, mit einer größeren Band gespielt als bei den ersten fünf Tracks. Hier habe Ra ein Meisterwerk geschaffen, das sich durch viele Klanglandschaften winde und dem gesamten Stück eine Vielfalt verleihe, die sich von allen anderen Platten von Sun Ra abhebe.

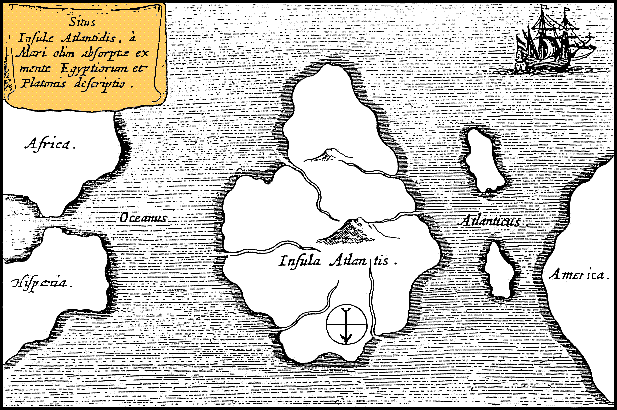
Gesüdete Kartendarstellung von Atlantis aus Athanasius Kirchers Mundus Subterraneus von 1665

Jason Heller zählte in Pitchfork Media das Titelstück zu den zehn besten Sun-Ra-Titeln; dieser Sun-Ra-Hit sei ein orchestraler Free-Jazz-Höhepunkt in den späten 1960er Jahren, genau wie der Free-Jazz selbst. Aber das Stück habe noch mehr etwas stark Erzählerisches und Archetypisches. Das [fast] 22-minütige Werk beginne mit Impulsen einer Art Unterwasser- – oder vielleicht subatomarem – Morsecode und beschwöre die alte Mythologie des verlorenen Kontinents herauf, nach dem es benannt ist. Und das elektrische Keyboard von Sun Ra – das überwältigend dominante Instrument – werde von jedem erdenklichen Einstiegspunkt aus untersucht. Dass „Atlantis“ eine Live-Aufnahme ist, unterstreiche nur die prickelnde Vorfreude auf unbegrenzte Möglichkeiten und unbekanntes Terrain, die das Herzstück von Sun Ras Werk der 1960er-Jahre bilden.
Edwin Pouncey meinte in Jazzwise, in der er Atlantis zu den zehn wichtigsten Alben zählte, mit Sun Ra, der ein Hohner Clavinet (oder „Solar Sound Instrument“, wie er es nannte) spielt, sei die Stimmung hier voll von erfinderischen Drehungen und Wendungen, die von einem Tsunami aus verrenkten Rhythmen, Texturen und befreiten Jazzmotiven mitgerissen werden.
Nach Ansicht von Richard Cook und Brian Morton, die das Album in The Penguin Guide to Jazz mit vier Sternen auszeichneten, wurde Atlantis von einigen Beobachtern als Sun Ras Zustimmung in Richtung Thelonious Monk angesehen, aber Cecil Taylor scheine ein wahrscheinlicherer Bezugspunkt zu sein. Das Hauptstück beginnt „in medias res“ (genauso wie „Paradise Lost“) und grolle höllisch, bevor Sun Ra mit einem ganz außergewöhnlichen Orgelsolo einsetze, das zu seinen bedeutendsten Instrumentalpassagen gezählt werden müsse.
Hal Willner, der das Album bereits als Jugendlicher gehört hatte, war von Atlantis wenig begeistert. Im Unterschied zu anderen Alben von Sun Ra, meinte er 1993 in einer Sammelbesprechung der Evidence-CDs für Spin, sei Atlantis „eine beängstigende Platte, die sich auf den dunklen, perkussiven Klang von Sun Ras Solar Sound Organ konzentriert“.
Lindsay Planer verlieh dem Album in Allmusic vier Sterne und schrieb, die Tracks mit der kleineren Combo würden ein fast introspektives Arkestra präsentieren. Der krasse Kontrast zwischen dem Clavinet und den Congas auf „Mu“ und „Bimini“ offenbare völlig gegensätzliche Stile und Betonungen. Die zweite Seite enthalte eines der epischsten Stücke von Ra, das Free- oder „Space“-Jazz in seiner belebendsten Form ist. Obwohl praktisch unbeschreiblich, enthüllen die klanglichen Aufwirbelungen und nebeneinander gestellten Bilder eine brillante Darstellung von Texturen und Tonalitäten, die sich gegen einen Ozean vereinzelter Rhythmen stellen. Schon wegen seiner Vielfalt sei Atlantis ein unverzichtbarer Bestandteil im umfangreichen Werk von Sun Ra.